# 하버 스테이션
하버 스테이션(Harbour Station)은 캐나다 뉴브런즈윅주 세인트존에 있는 경기장이다. 1993년에 개장되었다. NBL 캐나다 세인트존 립타이드의 홈경기장으로 사용되고 있으면, 과거 AHL 세인트존 플레임스의 홈경기장으로 사용했다.